# Bolla fenestra
Bolla fenestra es una especie de mariposa de la familia Hesperiidae que fue descrita por S.R. Steinhauser, en 1991, a partir de ejemplares procedentes de México (Oaxaca).